# Nicolae Martinescu
Nicolae Martinescu (né le 24 février 1940 et mort le 1er avril 2013) est un lutteur roumain spécialiste de la lutte gréco-romaine. Il participe aux Jeux olympiques d'été de 1968 et aux Jeux olympiques d'été de 1972. En 1968, il remporte la médaille de bronze en combattant dans la catégorie des poids mi-lourds (87-97 kg). En 1972, il remporte le titre olympique en combattant dans la catégorie des poids lourds. 

## Palmarès

### Jeux olympiques
- Jeux olympiques de 1968 à Mexico,  Mexique
  -  Médaille de bronze.
- Jeux olympiques de 1972 à Munich,  Allemagne
  -  Médaille d'or.